# Carles Fumaña i Casas
Carles Fumaña i Casas (Reus, Baix Camp, 1863 - Barcelona, Barcelonès, 1944) va ser un comerciant estretament relacionat amb els àmbits catalanistes de Reus.
L'historiador de la cultura reusenca Joaquim Santasusagna en fa una nota biogràfica. Diu que va formar part de la primera redacció del periòdic catalanista Lo Somatent (1886) i el 1890 col·laborava a la revista Reus Artístich, una publicació artística i literària. Va ser un dels fundadors de l'Associació Catalanista de Reus (fundada el 1883), signà el seu manifest fundacional i en diverses oportunitats va ser membre de la seva junta directiva.
També participà en el Consell Regionalista del Camp, organisme creat el 1886 per impulsar candidatures regionalistes a les eleccions a diputats provincials.
En el marc nacional, i dins els plantejaments propiciats per la Unió Catalanista, va ser nomenat delegat a les Assemblees de Manresa (1892) i Girona (1897). També va participar en el I Congrés Internacional de la Llengua Catalana (1906).